# Patience Itanyi
Patience Itanyi (née le 2 juillet 1973) est une athlète nigériane.

## Carrière
Patience Itanyi remporte la médaille de bronze du relais 4 × 100 mètres à l'Universiade d'été de 1995, la médaille de bronze du saut en longueur aux Jeux africains de 1995, la médaille d'or en heptathlon aux Championnats d'Afrique de 1998, la médaille d'argent en heptathlon aux Jeux africains de 1999 et la médaille de bronze en heptathlon aux Championnats d'Afrique de 2000.
Elle participe au concours de saut en longueur féminin aux Jeux olympiques d'été de 2000 mais ne passe pas le stade des qualifications.